# Lepturges serranus
Lepturges serranus es una especie de escarabajo longicornio del género Lepturges, categorizada en la tribu Acanthocinini, de la subfamilia Lamiinae. Fue descrita por Monné en 1976.

## Descripción
Mide 6 mm de longitud.

## Distribución
Se distribuye por Brasil.